# Nørre Nissum Sogn
Nørre Nissum Sogn er et sogn i Lemvig Provsti (Viborg Stift).
I 1800-tallet var Nørre Nissum Sogn et selvstændigt pastorat. Det hørte til Skodborg Herred i Ringkøbing Amt. Nørre Nissum sognekommune blev ved kommunalreformen i 1970 indlemmet i Lemvig Kommune.
I Nørre Nissum Sogn ligger Nørre Nissum Kirke.
I sognet findes følgende autoriserede stednavne:
- Bakhuse (bebyggelse)
- Balle (bebyggelse)
- Borum (bebyggelse)
- Broksgård (bebyggelse)
- Budsgård (bebyggelse)
- Byskov (bebyggelse)
- Gantris (bebyggelse)
- Hald (bebyggelse)
- Kamstrup (bebyggelse)
- Korinth (bebyggelse)
- Lundgård (bebyggelse)
- Nissum Kirkeby (bebyggelse)
- Nissum Seminarieby (bebyggelse)
- Nissumby (bebyggelse)
- Splind (bebyggelse)
- Torngård (bebyggelse)